# بندیوان
بندیوان، روستایی است از توابع بخش سلامی و در شهرستان خواف استان خراسان رضوی ایران.

## جمعیت
این روستا در دهستان سلامی قرار داشته و بر اساس سرشماری سال ۱۳۸۵ جمعیت آن (۱۹۰خانوار) ۹۵۵نفرودرسال ۱۴۰۱بالغ۳۶۵خانوار۱۶۳۰نفر
بوده است.